# Lemnalia scasa
Lemnalia scasa är en korallart som beskrevs av Hilario Atanacio Roxas 1933. Lemnalia scasa ingår i släktet Lemnalia och familjen Nephtheidae. Inga underarter finns listade i Catalogue of Life.